# 塔伊卢·孔加库
塔伊卢·孔加库（英語：Tahirou Congacou，1913年－1994年）是貝南於1960年代的政治家，他曾經在1964年至1965年期間擔任達荷美共和國國民議會議長。1965年11月29日至12月22日時他則擔任了貝南代理總統，另外還在1965年時擔任了外交部部長。